# Gare centrale d'Örebro
La gare centrale d’Örebro (suédois : Örebro Centralstation) est une gare ferroviaire suédoise à Örebro.

## Histoire

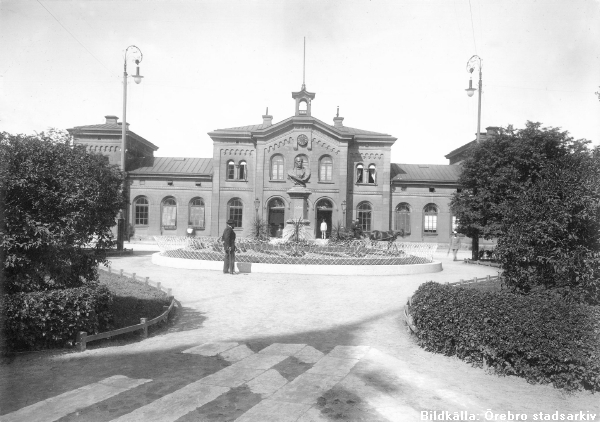
La gare vers 1903.

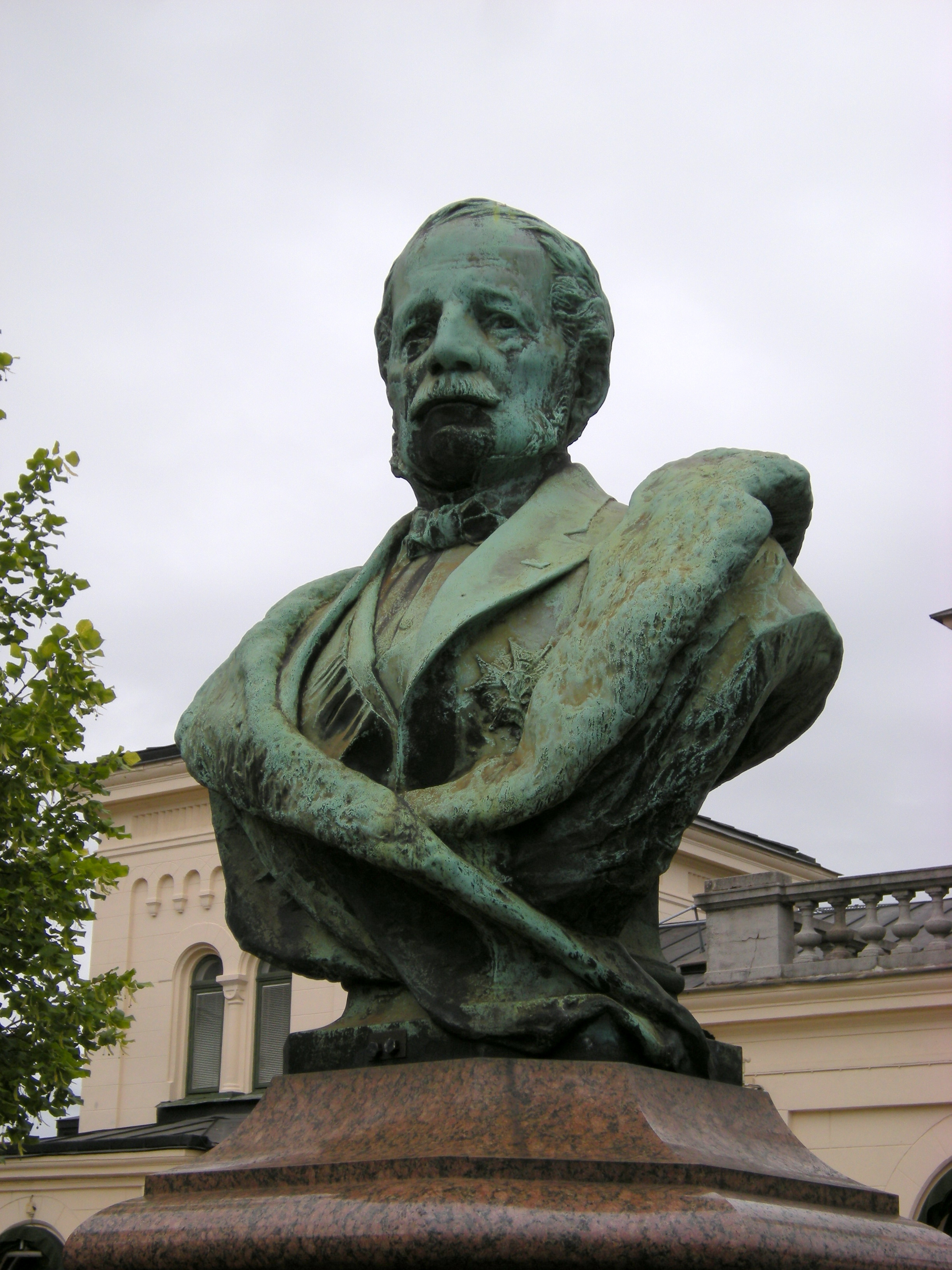
Le buste de von Rosen.

Le bâtiment de la gare a été construit en 1862 et conçu par l'architecte Adolf W. Edelsvärd. La gare avec l’immeuble de bureaux joint est un bâtiment historique reconnu.
Un buste d'Adolf Eugène von Rosen (pionnier des chemins de fer suédois) se trouve en avant de la gare.

## Service des voyageurs

### Accueil
La SJ offre des distributeurs automatiques de billets la gare centrale d'Örebro. 